# Pinhotiba
Pinhotiba é um distrito do município brasileiro de Eugenópolis, estado de Minas Gerais.
Banhado pelo Rio Pinhotiba, o distrito se localiza a norte da sede municipal, da qual dista cerca de 20 quilômetros. Foi criado com o nome de Pinheiros em 15 de abril de 1903, pela lei municipal n° 3, e teve o nome alterado para Pinhotiba em 10 de setembro de 1920 pela lei estadual n° 765.